# Gare de Saint-André-de-Cubzac
Pour les articles homonymes, voir gare de Saint-André.
La gare de Saint-André-de-Cubzac est une gare ferroviaire française de la ligne de Chartres à Bordeaux-Saint-Jean située sur le territoire de la commune de Saint-André-de-Cubzac, dans le département de la Gironde, en région Nouvelle-Aquitaine.
C'est une gare de la société nationale des chemins de fer français (SNCF), desservie par des trains TER Nouvelle-Aquitaine.

## Situation ferroviaire
Établie à 30 mètres d'altitude, la gare de Saint-André-de-Cubzac est située au point kilométrique (PK) 590,674 de la ligne de Chartres à Bordeaux-Saint-Jean, entre les gares d'Aubie - Saint-Antoine et Cubzac-les-Ponts.

## Histoire

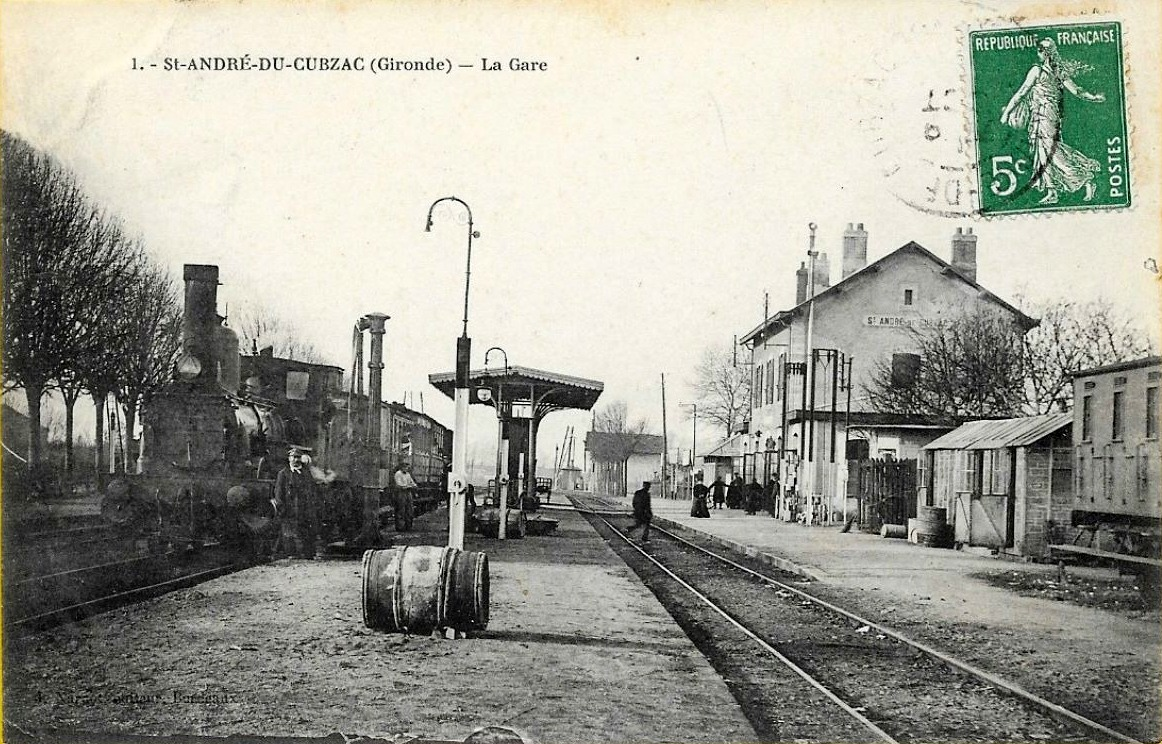
La gare au début du XXe siècle

La gare est fermée au trafic des marchandises le 15 mai 2009.

### Fréquentation
En 2019, selon les estimations de la SNCF, la fréquentation annuelle de la gare était de 579 774 voyageurs, contre 489 496 en 2018 et 440 540 en 2017.
| Année                      | 2015    | 2016    | 2017    | 2018    | 2019    | 2020    | 2021    | 2022    | 2023    |
| -------------------------- | ------- | ------- | ------- | ------- | ------- | ------- | ------- | ------- | ------- |
| Voyageurs seuls            | 327 142 | 351 784 | 440 540 | 489 496 | 579 774 | 374 173 | 464 028 | 620 862 | 690 394 |
| Voyageurs et non voyageurs | 408 928 | 439 731 | 550 676 | 611 870 | 724 717 | 467 716 | 580 035 | 776 077 | 862 993 |

## Service voyageurs

### Accueil
Gare SNCF elle dispose d'un bâtiment voyageurs, avec guichet, ouvert tous les jours. Elle est équipée d'automates pour l'achat de titres de transport.

### Desserte
Saint-André-de-Cubzac est desservie par des trains appartenant au réseau TER Nouvelle-Aquitaine, qui effectuent des missions entre Bordeaux-Saint-Jean et Saintes ou La Rochelle-Ville (ligne 15) ou entre Bordeaux-Saint-Jean et Saint-Mariens - Saint-Yzan (ligne 43.1U).

### Intermodalité
Un parking pour les véhicules sont aménagés. Les cars des lignes 201, 202, 210, 214 et 310 du réseau départemental Transgironde desservent la gare.

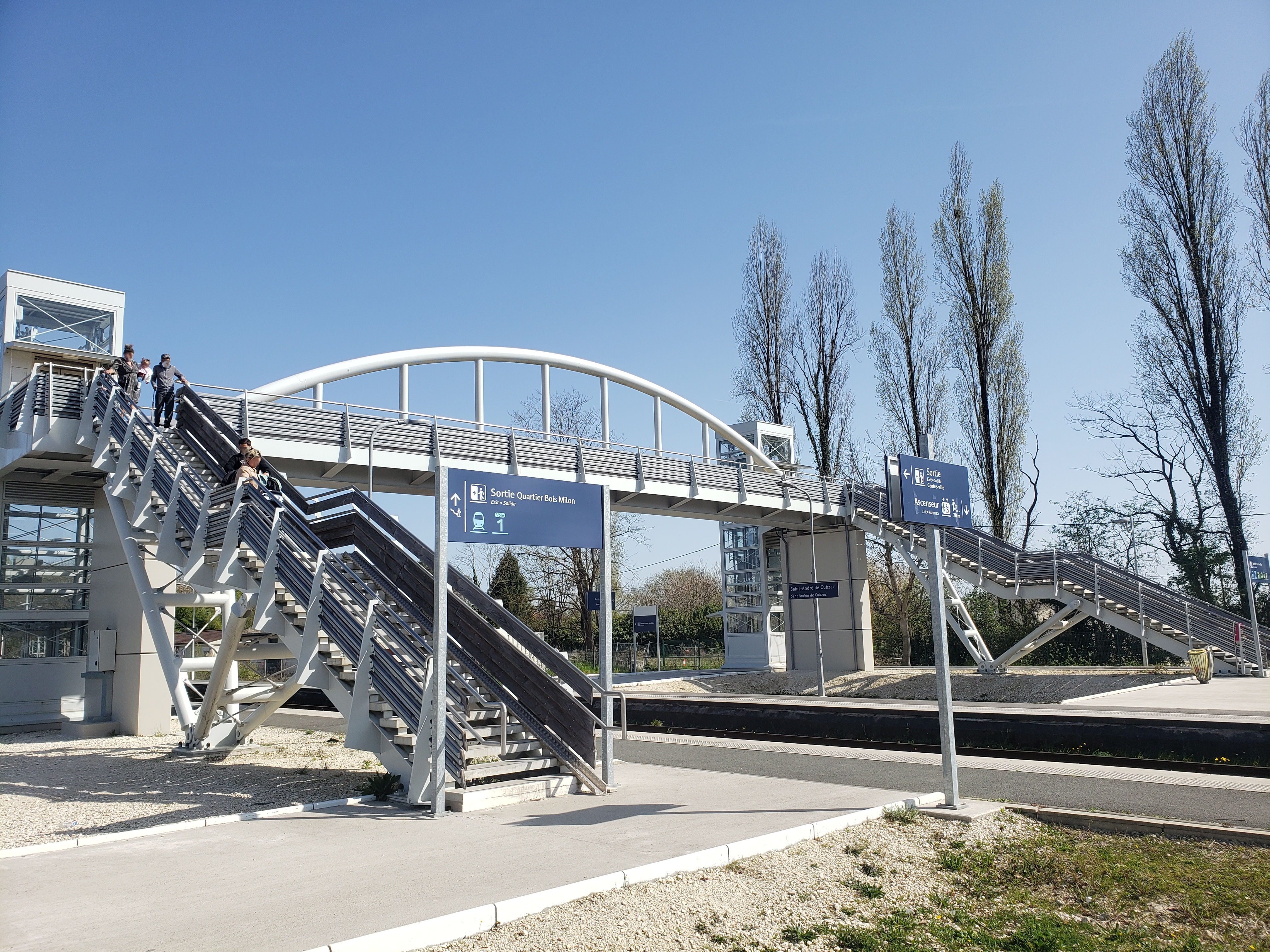
Vue de la passerelle.
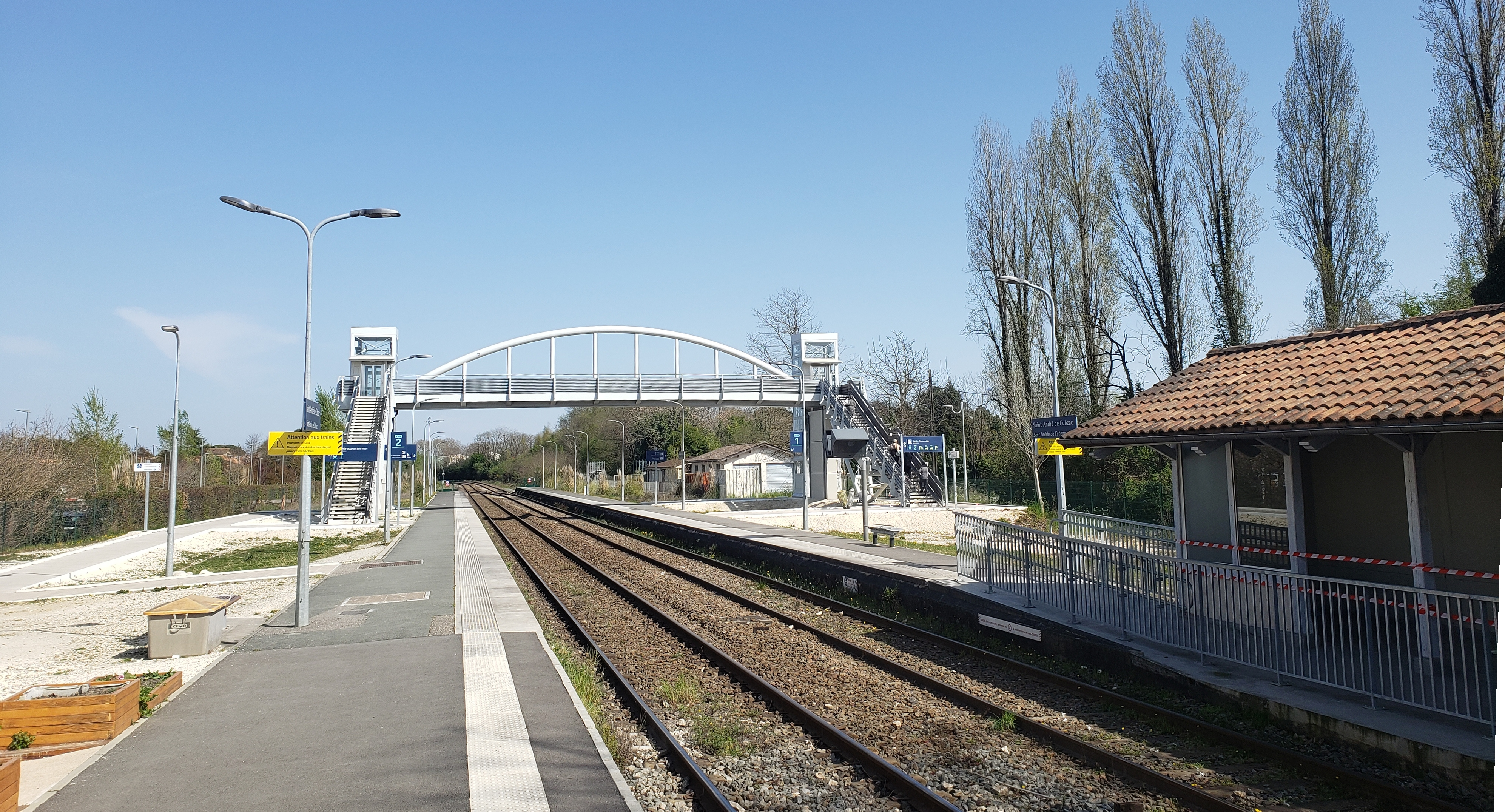
Vue générale depuis les quais.
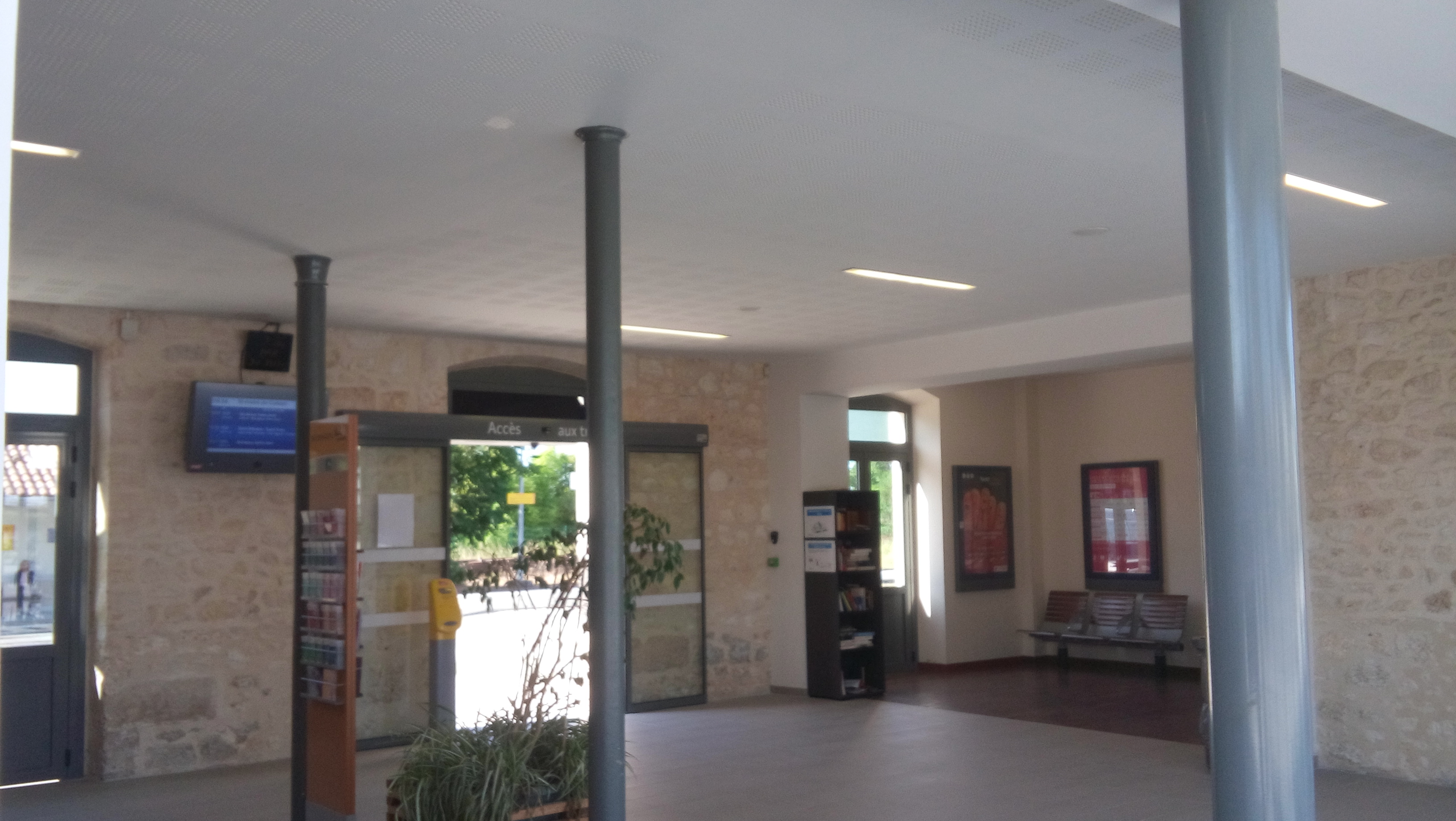
Intérieur du bâtiment voyageur en 2019.
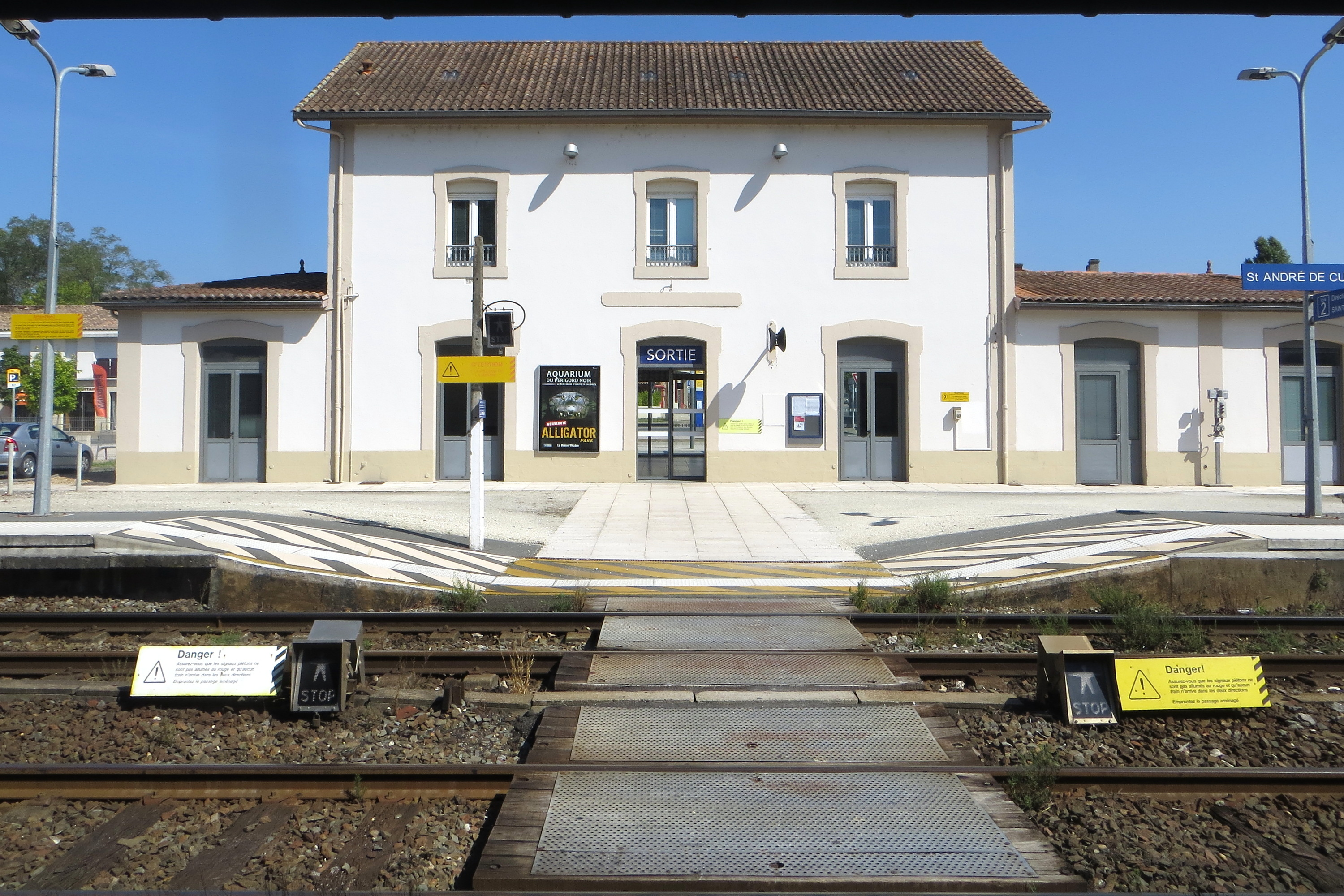
Arrière du bâtiment voyageur en 2015 avec son passage planchéié retiré depuis l'ouverture de la passerelle.
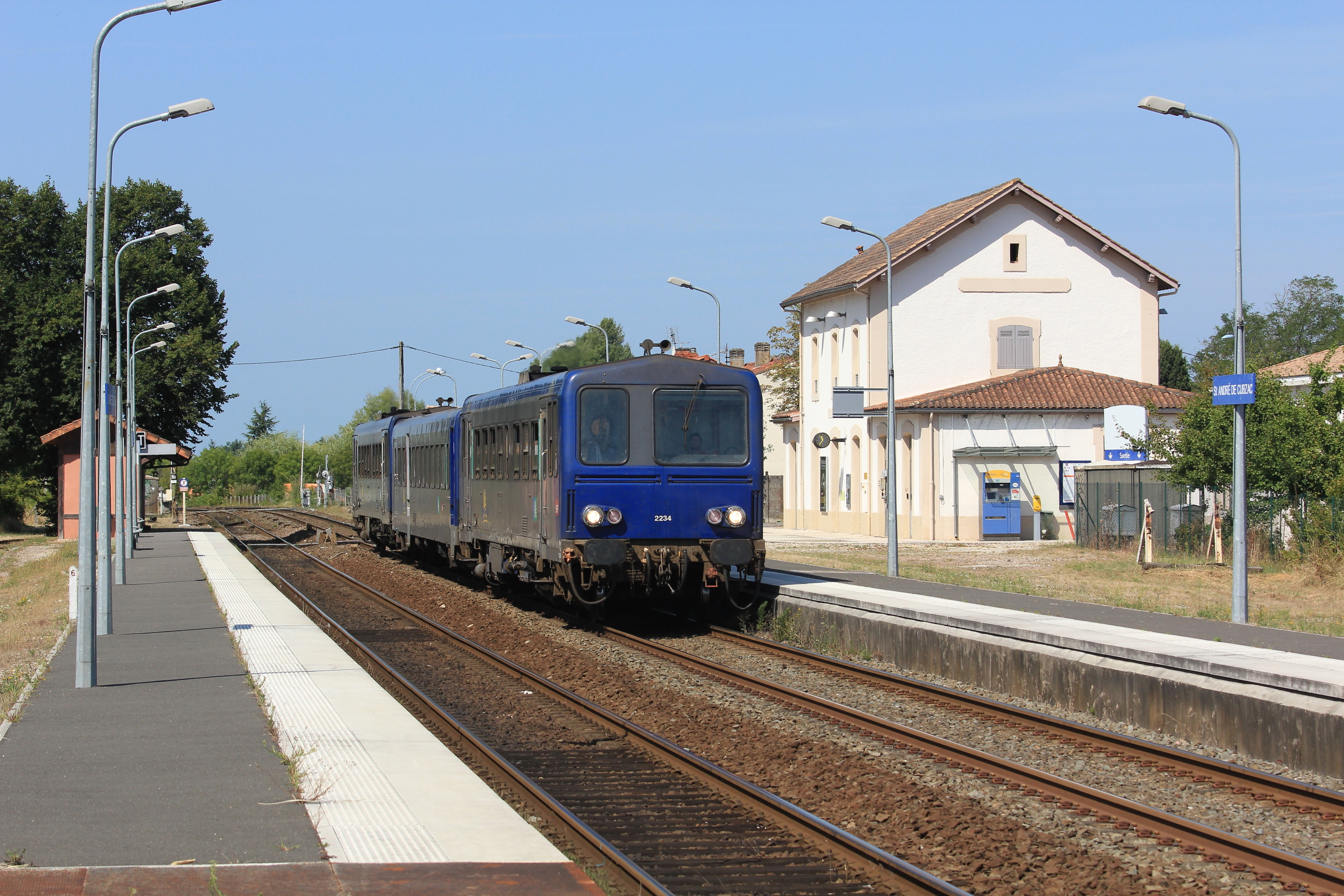
Un TER desservant la gare en 2015.